# Paranthomyza caricis
Paranthomyza caricis är en tvåvingeart som beskrevs av Rohacek 1999. Paranthomyza caricis ingår i släktet Paranthomyza och familjen sumpflugor. Arten är reproducerande i Sverige. Inga underarter finns listade i Catalogue of Life.